# 阿勒海姆战役
諾德林根戰役（法語：bataille de Nördlingen），別稱阿勒海姆戰役（法語：Bataille d'Alerheim），是于1645年三十年戰爭期間在巴伐利亞阿勒海姆附近進行的一場戰役。此場戰役發生在法蘭西王國軍隊開始向巴伐利亞核心區域進軍時，帝國軍隊志在阻止法國的入侵。
蒂雷納子爵將他的法德聯合部隊與孔代親王的部隊合併，並將指揮權轉交給他。孔代打算對帝國軍隊陣地進行正面衝鋒，以尋找突破口。但孔代指揮的法軍右翼被敵軍成功擊敗，迫使法軍連帶取消了對帝國中軍的打擊。而蒂雷納指揮的左翼成功取得了成功，他在發動一次騎兵衝鋒後，俘虜許多巴伐利亞士兵並迫使帝國部隊撤退。

## 註腳
1. 1 2  Wilson 2009，第702頁.
2. 1 2 3  Wilson 2009，第704頁.
3. 1 2  Guthrie 2003，第223頁.
4. ↑  Longueville 1907，第92頁.
5. ↑  Morris 1891，第20頁.